# Vipera altaica
Espèce
Vipera altaica est une espèce de serpents de la famille des Viperidae. 

## Répartition
Cette espèce est endémique de l'Est du Kazakhstan. Elle se rencontre dans l'Altaï et les monts Saur.

## Description
C'est un serpents venimeux vivipare.

## Étymologie
Son nom d'espèce lui a été donné en référence au lieu de sa découverte, l'Altaï.

## Publication originale
- Tuniyev, Nilson & Andrén, 2010 : A new species of viper (Reptilia, Viperidae) from the Altay and Saur Mountains, Kazakhstan. Russian Journal of Herpetology, vol. 17, no 2, p. 110-120.